# 12881 Yepeiyu
12881 Yepeiyu è un asteroide della fascia principale. Scoperto nel 1998, presenta un'orbita caratterizzata da un semiasse maggiore pari a 2,6054224 UA e da un'eccentricità di 0,1558221, inclinata di 3,60063° rispetto all'eclittica.